# شهرستان نیمبورک
ناحیهٔ نیمبورک (به چکی: Nymburk District) یک ناحیه در جمهوری چک است که در منطقه بوهمی مرکزی واقع شده‌است. ناحیهٔ نیمبورک ۸۵۰٫۰۷ کیلومتر مربع مساحت و ۸۵٬۶۷۴ نفر جمعیت دارد.